# Martin Jugie
Martin Jugie (baptisé Étienne), né le 3 mai 1878 à Paulhiac (Corrèze) et mort le 29 novembre 1954 à Lorgues (Var),, est un assomptionniste et byzantiniste catholique français.

## Éléments biographiques
Martin Jugie commence ses études au petit séminaire assomptionniste (alumnats) du Breuil dans les Deux-Sèvres entre 1891 et 1893 et de Clairmarais dans le Pas-de-Calais entre 1893 et 1895. Il prend le prénom de Martin en entrant au noviciat assomptionniste de Livry-Gargan le 10 août 1895. Il prononce ses vœux perpétuels à la maison assomptionniste de Jérusalem le 15 août 1897, après quoi il entreprend des études de philosophie entre 1896 et 1898, avant d'y poursuivre ses études de théologie entre 1898 et 1902. Le 21 décembre 1901, Jugie est ordonné prêtre par Ludovico Piavi, patriarche latin de Jérusalem.
Dans le contexte du déclin de l'Empire Ottoman, les Assomptionnistes avaient établi une présence à Kadiköy, où, en accord avec les précédents français religieux, l'ordre a été autorisé à évangéliser le Population orthodoxe orientale et orientale de l'Empire ottoman basé sur les Capitulations de l'Empire établi avec la France. Leur maison d'études à Kadikoïé sur le Bosphore fondée en 1895 servit de base à cette mission de prosélytisme encouragé par la Lettre apostolique du pape Léon XIII du 20 juin 1894, Praeclara gratulationis publicae. En septembre 1902, Martin Jugie est envoyé à Kadiköy, où il enseigne pour la première fois le grec entre 1902 et 1903, puis la théologie dogmatique et le droit canonique entre 1903 et 1904. Après un bref mandat en tant que directeur de l'ancien élève grec de Kadiköy entre 1904 et 1905, il retourne à l'enseignement de la théologie dogmatique jusqu'en 1914. Kadiköy s'était rapidement imposé comme un centre majeur d'érudition byzantinitiste. En 1897, c'est en ce lieu qu'est fondé l'une des principales revues de études orientales, Échos d'Orient, sous la direction de Louis Petit, futur archevêque latin d'Athènes. Au cours de sa carrière littéraire, Martin Jugie y a contribué par de nombreux articles,.
Avec le déclenchement de la Première Guerre mondiale, entre 1915 et 1917, Martin Jugie est envoyé à Limoges afin d'accomplir son service militaire obligatoire dans l'armée française. En 1917, il est nommé professeur de théologie à l'Institut pontifical oriental récemment créé à Rome, où il continuera à dispenser un enseignement jusqu'en 1952,. Là, il produit deux de ses œuvres les plus remarquables, dont son article en deux parties traitant de Grégoire Palamas, théologien orthodoxe byzantin du XIVe siècle, et de la controverse hésychaste intitulé « Grégoire Palamas et la controverse palamite » pour le Dictionnaire de théologie catholique et son exposition historique en cinq volumes de la théologie chrétienne orientale, la Theologia dogmatica christianorum orientalium. De plus, aux côtés de Louis Petit et de Xénophon A. Sideridès, Jugie a produit une édition critique en huit volumes des œuvres complète de George-Gennadios Scholarios, théologien orthodoxe oriental du XVe siècle et premier patriarche œcuménique de Constantinople sous la domination ottomane.
Parmi les démarches préliminaires à la définition du dogme de l'Assomption de la Vierge Marie, la Constitution apostolique Munificentissimus Deus énumère, les travaux scientifiques menés par la théologie, les contributions des Congrès et des Commissions pontificales. Parmi ces travaux théologiques, l'ouvrage monumental du Père Martin Jugie, intitulé La mort et l’Assomption de la Sainte Vierge. Étude historico-doctrinale, publié au Vatican en 1944, occupe une place prépondérante.
Jugie a également enseigné à l'université pontificale du Latran et à l'Institut catholique de Lyon, dont il confiera sa chaire à son élève Antoine Wenger, spécialiste assomptionniste de la patristique.
Ayant commencé à souffrir de la maladie de Parkinson en 1953, Martin se retire de l'enseignement. Il meurt le 29 novembre 1954 à Lorgues et est inhumé le lendemain.

## Publications
- Histoire du canon de l'Ancien Testament dans l’Église Grecque et l’Église Russe, Beauchesne, 1909
- Nestorius et la controverse nestorienne, 1912
- Joseph de Maistre et l’Église gréco-russe, 1923
- De Processione Spiritus Sancti ex fontibus Revelationis et secundum Orientales dissidentes, 1936
- Le purgatoire et les moyens de l'éviter, ou : Le ciel tout de suite après la mort, 1940
- Le schisme byzantin. Aperçu historique et doctrinal, P. Lethielleux, 1941
- La mort et l'assomption de la Sainte Vierge. Étude historico-doctrinale, Biblioteca Apostolica Vaticana, 1944
- Où se trouve le Christianisme intégral. Essai de démonstration catholique, 1947
- L'Immaculée Conception dans l'Écriture Sainte et dans la tradition orientale, 1952